# 168 km (obwód twerski)
168 km (ros. 168 км) – przystanek kolejowy w rejonie rżewskim, w obwodzie twerskim, w Rosji. Położony jest na linii Lichosławl – Rżew – Wiaźma, w oddaleniu od skupisk ludzkich i w pobliżu mostu nad Osugą. Najbliższą miejscowością jest Fiediajkowo. Jest to pierwszy punkt zatrzymywania się pociągów na linii zarządzany przez Kolej Moskiewską.